# 西九条 (大阪市)
西九条（にしくじょう）は、大阪府大阪市此花区にある町名。現行行政地名は西九条一丁目から西九条七丁目。

## 地理
此花区の南東部に位置し、北西に梅香、北に朝日、東に福島区、南に西区と接している。

### 河川
- 六軒家川
- 安治川

## 歴史
元は大坂三郷安治川北1 - 3丁目・西成郡西九条村のそれぞれ全域および西成郡六軒家新田・西野新田・野田村のそれぞれ一部。
江戸時代初期、淀川河口には九条島という島があったが、貞享元年（1684年）に河村瑞賢の安治川開削によって島が二分された。この際、島の東側が九条村（現：西区九条につながる）、西側が西九条村と呼ばれるようになった。

### 沿革
- 1889年（明治22年）4月1日 町村制施行により、西成郡川北村大字西九条となる。
- 1897年（明治30年）4月1日 大阪市へ編入され、西区川北大字西九条となる。
- 1900年（明治33年） 西区西九条上之町・西九条下之町に改編。
- 1921年（大正10年） 西区西九条浜通・西九条上通1 - 2丁目・西九条朝日橋通1 - 3丁目・西九条下通1 - 2丁目に改編。
- 1925年（大正14年）4月1日 新設の此花区へ転属。西九条朝日橋通を朝日橋通に改称。
- 1975年（昭和50年） 此花区北安治川通1 - 3丁目・六軒町・西野下之町・木場町・西野上之町・西九条浜通・西九条上通1 - 2丁目・朝日橋通1 - 3丁目・西九条下通1 - 2丁目を西九条1 - 7丁目の現行行政地名に改編（大阪市の地名参照）。

## 世帯数と人口
2019年（平成31年）3月31日現在の世帯数と人口は以下の通りである。
| 丁目         | 世帯数    | 人口    |
| ------------ | --------- | ------- |
| 西九条一丁目 | 1,233世帯 | 2,265人 |
| 西九条二丁目 | 898世帯   | 1,618人 |
| 西九条三丁目 | 1,111世帯 | 1,802人 |
| 西九条四丁目 | 279世帯   | 514人   |
| 西九条五丁目 | 651世帯   | 1,060人 |
| 西九条六丁目 | 412世帯   | 1,082人 |
| 西九条七丁目 | 0世帯     | 0人     |
| 計           | 4,584世帯 | 8,341人 |

### 人口の変遷
国勢調査による人口の推移。
| 1995年（平成7年）  | 8,179人 | [ 6 ]  |  |
| 2000年（平成12年） | 7,479人 | [ 7 ]  |  |
| 2005年（平成17年） | 6,905人 | [ 8 ]  |  |
| 2010年（平成22年） | 7,666人 | [ 9 ]  |  |
| 2015年（平成27年） | 8,752人 | [ 10 ] |  |

### 世帯数の変遷
国勢調査による世帯数の推移。
| 1995年（平成7年）  | 3,445世帯 | [ 6 ]  |  |
| 2000年（平成12年） | 3,300世帯 | [ 7 ]  |  |
| 2005年（平成17年） | 3,192世帯 | [ 8 ]  |  |
| 2010年（平成22年） | 3,756世帯 | [ 9 ]  |  |
| 2015年（平成27年） | 4,369世帯 | [ 10 ] |  |

## 事業所
2016年（平成28年）現在の経済センサス調査による事業所数と従業員数は以下の通りである。
| 丁目         | 事業所数  | 従業員数 |
| ------------ | --------- | -------- |
| 西九条一丁目 | 142事業所 | 1,712人  |
| 西九条二丁目 | 70事業所  | 435人    |
| 西九条三丁目 | 148事業所 | 867人    |
| 西九条四丁目 | 39事業所  | 251人    |
| 西九条五丁目 | 35事業所  | 1,448人  |
| 西九条六丁目 | 19事業所  | 545人    |
| 西九条七丁目 | 7事業所   | 185人    |
| 計           | 460事業所 | 5,443人  |

## 交通

### 鉄道
- 西九条駅
西日本旅客鉄道 大阪環状線・桜島線
阪神電気鉄道 阪神なんば線

## 施設
- 大阪市立咲くやこの花中学校・高等学校（六丁目）
- 大阪市立西九条小学校（四丁目）
- 西九条福祉会館（二丁目）
- 西九条公民館（一丁目）
- クレオ大阪西 大阪市立男女共同参画センター西部館（六丁目）
  - 大阪市立こども文化センター（六丁目）
- 大阪市立此花スポーツセンター（六丁目）
- 大阪市立此花屋内プール（五丁目）
- 西野田労働基準監督署（五丁目）
- 大阪市消防局此花消防署西九条出張所（五丁目）
- 此花西九条郵便局（三丁目）
- 西九条公園（五丁目）
- 西九条上公園（一丁目）
- 西九条南公園（二丁目）
- 西九条西公園（四丁目）
- 西九条小公園（三丁目）
- 朝日橋公園（六丁目）
- 大阪暁明館病院（五丁目）
- ライフ西九条店（四丁目）
- コーナンPRO 西九条春日出店（七丁目）
- 株式会社 大森屋 本社（一丁目）
- トヨタL&F近畿株式会社 本社（一丁目）
- サンケイ総合印刷株式会社 本社（二丁目）
- 特別養護老人ホーム　ケアセンター水都ホーム（一丁目）
- ケアハウス大阪安立（三丁目）
- 安治川トンネル 此花区側・北詰（二丁目）
- 西九條神社
- 西條寺

## その他

### 日本郵便
- 〒554-0012[3]（集配局：此花郵便局[12]）